# João Carlos de Médici
João Carlos de Médici (em italiano:  Giovan Carlo ou Giancarlo de' Medici; Florença, 24 de julho de 1611 – Villa di Castello, 22 de janeiro de 1663), foi um cardeal italiano, membro da Casa de Médici.

## Biografia
Nascido em Florença, era o segundo varão (e terceira criança) nascido do casamento do Grão-Duque da Toscana Cosme II de Médici e da sua mulher, a arquiduquesa Maria Madalena de Áustria.
Teve uma educação comum com o seu irmão mais velho, o futuro Fernando II de Médici e, inicialmente, estava destinado a seguir uma carreira militar. Tornou-se Cavaleiro da Ordem Soberana de Malta e Grão-Prior de Pisa em 1620 e, depois, General do Mar Mediterrâneo em 1638.
No consistório de 14 de novembro de 1644 o Papa Inocêncio X nomeou-o Cardeal-diácono, como prova da sua afeição para com a Casa de Médici.
Isto forçou-o a abdicar da sua carreira militar: João Carlos não podia conciliar o seu título de "General dos Mares de Espanha", com o seu novo estilo de vida "religioso". Em 1656, a sua Diaconia de Santa Maria Nova foi mudada pela de São Jorge em Velabro.
Juntamente com o seu tio, o cardeal Carlos de Médici, participou no Conclave de 1655, onde foi um dos chefes da fação espanhola, e no qual Fábio Chigi foi eleito Papa com o nome Alexandre VII.
Em 1655. o papa Alexandre VII encarregou-o de receber em Roma, a rainha Cristina da Suécia, recentemente convertida ao Catolicismo. Depois de descobrir a proximidade entretanto criada entre ambos, o Papa enviou João Carlos para Florença, declarando-o "excessivamente atraente e demasiado jovem" para ser "conselheiro espiritual" da rainha.
Na Toscana, João Carlos levou uma vida de dissipação, com muitas amantes; apesar disso, Fernando II delegou nele a gestão dos assuntos financeiros do Estado toscano.
João Carlos era dotato de uma notável inteligência e gosto estético, que o levaram a interessar-se pela arte em geral, colecionando vorazmente quadros, esculturas e tudo o que de belo se podia adquirir. O início da coleção geral dos Uffizi (e da Galleria Palatina) deve-se verdadeiramente à sua intervenção. 
Era amante do teatro e foi ele que, em 1657, adquiriu o terreno onde fez construir, por Ferdinando Tacca, o Teatro della Pergola, o primeiro teatro all'Italiana (ou seja, com camarotes e plateia) da Europa, verdadeiro berço do melodrama.
Anos mais tarde, João Carlos doou a sua considerável coleção de arte para formar as galerias do Palácio Pitti.
Morreu em Florença, de apoplexia, na Villa di Castello, no dia 22 de janeiro de 1663 com 51 anos de idade, sendo sepultado no mausoléu da Família Médici, a Basílica de São Lourenço, em Florença.
Quatro anos após a morte de João Carlos, o seu irmão mais novo, Leopoldo, foi feito Cardeal.
Em 1857, durante um primeiro reconhecimento dos corpos dos Médici, o seu féretro foi descrito: 
Citação: […] reduzido a um esqueleto; na cabeça estava a mitra junto ao chapéu e outros símbolos cardinalícios, com camisas com rendas e um planeta de tecido e folha de ouro e seda violeta [...] Ao peito tinha uma cruz de rubis e esmeraldas incrustadas em ouro esmaltado; e os fragmentos de uma coroa de jaspe côr de sangue espalhados pelo peito; no lado direito, junto ao corpo, encontrava-se uma vara coberta de veludo vermelho com cordões e borlas de fios de ouro.

## Ligações Externas
- Documentos sobre a família Médici – arquivo online